# Bandar Lama
Bandar Lama is een bestuurslaag in het regentschap Labuhan Batu Utara van de provincie Noord-Sumatra, Indonesië. Bandar Lama telt 3284 inwoners (volkstelling 2010).